# Jacques Pfister
Jacques Pfister (30 de maio de 1903 — 21 de março de 1968) foi um ciclista francês. Ele terminou em último lugar no Tour de France 1927.